# Saint-Pierre-Bénouville
Saint-Pierre-Bénouville ist eine französische Gemeinde mit 354 Einwohnern (Stand: 1. Januar 2022) im Département Seine-Maritime in der Region Normandie (vor 2016 Haute-Normandie). Sie gehört zum Arrondissement Dieppe und zum Kanton Luneray (bis 2015 Kanton Tôtes). Die Einwohner werden Bénouvillais genannt.

## Geographie
Saint-Pierre-Bénouville liegt etwa 35 Kilometer südsüdwestlich von Dieppe. Umgeben wird Saint-Pierre-Bénouville von den Nachbargemeinden Lestanville und Saint-Ouen-le-Mauger im Norden, Saint-Mards im Nordosten, Beauval-en-Caux im Osten und Südosten, Val-de-Saâne im Süden, Imbleville im Südwesten sowie Auzouville-sur-Saâne im Westen und Nordwesten.

## Bevölkerungsentwicklung
| Jahr                      | 1962 | 1968 | 1975 | 1982 | 1990 | 1999 | 2006 | 2013 |
| Einwohner                 | 327  | 309  | 284  | 336  | 337  | 326  | 320  | 342  |
| Quelle: Cassini und INSEE |      |      |      |      |      |      |      |      |

## Sehenswürdigkeiten
- Kirche Saint-Pierre